# 小西みか
小西 みか（こにし みか、1995年9月17日 - ）は、日本の元AV女優。アローズ所属。

## 略歴・人物
2015年にデビューした豊満な巨乳AV女優。中学生の頃から巨乳で持久走の時に胸が揺れるのを男子に笑われた。AVの撮影でパイズリを長時間すると筋トレを行ったように疲れるという。

## 出演作品

### アダルトDVD
2015年
- ムッチリマニア ムッチリ艶やか乳感娘（5月31日、乳感）
- 優しいパイズリ（7月4日、ドリームチケット）
- どM揉み（8月1日、アウダーズジャパン）
- BBSリクエスト新企画 おねショタ×絶対服従 ショタ様SEX法案合法化 〜エロガキがショタ様と敬われ気にいった女性と自由に性交できる世界〜（8月20日、ROCKET）
- 妹はムッチムチすけべ女子 可愛い顔して超爆乳のおねだり小悪魔19歳（8月21日、まぐろ物産）
- 緊縛爆乳コスプレイヤー（9月17日、グローリークエスト）
- ワケアリ現役爆乳女子大生達の危険日中出しオフ会 vol.2（9月19日、OPPAI）
- Hカップ以上のデカパイじゃないと満喫できない!! あお向けで寝てるオンナのノーブラ爆乳を抱きよせて肉厚の谷間にチ●ポをハサんだまま擦って発射する夜這いパイズリ挟射 2（10月2日、ドリームチケット）
- スケベな兄妹がエッチなゲーム一転知らずに近親相姦 兄なら妹の裸当ててみて! 〜見て、触って、ハメて、お兄ちゃんはカラダのパーツだけで自分の妹がわかるかな!?〜 年の近い兄妹限定オール巨乳妹スペシャル（10月8日、ROCKET）
- ムチムチ爆乳娘と中出しデート 恥ずかしがり屋のぽっちゃりアイドル小西みかとお泊り旅行（10月16日、まぐろ物産）
- 裏山Cだろ?! 自慢の爆乳妹曝します。 僕は絶賛妹厨ktkr ベビーフェイスなのにJcup みかタソ（10月23日、FIRST STAR）
- Jcupボインみか20歳 歯科助手の卵が爆乳にいやらしい汁つけて被虐アクメ!（10月25日、ハイウェイスター）
- ボイン大好きしょう太くんのHなイタズラ ボインすぎる家庭教師のお姉さん編（11月5日、グローリークエスト）
- 素人初体験ドキュメント 体験露出放尿 素人娘をナンパして「オシッコ飲ませてくれませんか?」とお願いしちゃいました!（11月6日、虎堂）
- 素人のお姉さん!! 「チ○ポを洗う」お仕事してみませんか? 3（11月6日、虎堂）
- 爆乳J-CUP ロリっ娘こにたんとイク♥ ガチさすらい露出ゲリラ紀行（11月19日、キチックス）
- 乳首が敏感すぎる従順ペット爆乳肉人形（11月20日、テクノブレイク）
- 完全主観 アナタのセンズリお手伝いしてあげる（11月20日、OFFICE K’S）
- 自分の嫁や彼女を寝取らせる男たち!（11月20日、虎堂）
- Jカップ 巨乳にリクエスト なりきり企画!巨乳デリヘルNo.1嬢（11月25日、シャーク）
- 夢のような秘湯へようこそ! 巨乳美女と中出しできる混浴露天風呂（11月26日、ROCKET）
- BBB Big Boobs Butt（11月30日、メディア総販ソレイル）
- 出会い系で連れ込んだ爆乳素人を隠し撮り、そのまま無許可でAV発売。 Vol.2（12月1日、Fitch）
- 撮影現場のカメラの前でおしっこをするAV女優 2（12月3日、グローリークエスト）
- 「お正月だよ!しゃぶりながら」…さらにハメながら!! 壁!机!椅子!から飛び出る生チ○ポが昔懐かしい実家 “8年ぶりの帰郷、久々に触れた家族の優しさに心を打たれる”編（12月10日、SODクリエイト）
- 「立ってるだけでもハミでちゃう無防備なミニスカむちむち女子高生の喰い込み肉尻がエロすぎて勃起したらヤられた」 VOL.1（12月10日、DANDY）
- 巨乳素人娘の乳首が見えたら罰ゲーム　ヌーブラゆれゆれ運動！！5（12月13日、はじめ企画）
- セーラー服色情狂 小西みか Iカップ 105cm（12月18日、チェリーズ）
- 小西みかのパイパン課外授業 精液まみれのJカップコスプレ祭り!（12月18日、まぐろ物産）
- 「そこの巨乳人妻さん!!オイルマッサージしてみませんか?」 欲求不満な肉体をコネくり回したらま○こビチャビチャに濡らして挿入をせがむのでついでにナマ精子注入しちゃいました!（12月25日、ナンパJAPAN）

2016年
- 着替え前のコスプレイヤーの無防備すぎるナマ乳にフル勃起しちゃった僕は…（1月1日、ACE KILLER）
- 護身術道場は痴漢に遭いやすいスキだらけ女子の溜まり場! 稽古中に密着セクハラしたところ… vol.2（1月1日、ACE KILLER）
- 小西みかの爆乳劇場 Jcup! 100cm（1月1日、プラネットプラス）
- 街角スカートめくりナンパ即ハメ大作戦! VOL.2（1月1日、グリグリ）
- ムチムチJカップの従妹は僕の言いなりペット（1月7日、山と空）
- 思わず●RECしたくなる 着衣爆乳おっぱい 8 みかさん 応募モデル（1月7日、unfinished）
- ウチのあそこが…疼いてしょうがねぇんだけど…（1月7日、GALDQN）
- 今日、人生でいちばん気持ちいいセックスしちゃいました。 3（1月8日、テクノブレイク）
- 爆乳ロリ嫁凌辱（1月8日、EROTICA）
- ドデカ乳（1月8日、V&R PRODUCE）
- 卑猥な肉感デカパイJカップのドロドロ生姦 オマ○コシタイ病でオカシクなるほどイキ狂い（1月8日、チキチキ動画）
- 混浴温泉で痴漢魔にクンニされ、家族の横でイカされた私（1月14日、タカラ映像）
- ABCDEFGHI J!←いまココ!（1月22日、バルタン）
- ぱいぱいヘブン 〜合計430cmオーバーの爆乳娘たち〜（2月12日、BAZOOKA）
- セルフおっぱい舐め（2月18日、グローリークエスト）
- 巨乳素人3人娘「メガネかけたら私たちバレませんか?」（2月19日、ABC）
- ナンパJAPANの本気 プレミア素人ハンティング Vol.5（2月25日、ナンパJAPAN）
- はだかの家政婦 全裸家政婦紹介所（3月1日、プラネットプラス）
- 超乳揉み揉みパイズリモンスター（3月11日、REAL）
- 自慢のボディを温泉旅行で晒すスケベ爆乳 みか（3月17日、グローリークエスト）
- 爆乳J-CUP ロリっ娘こにたんとイク♥ ガチさすらい露出ゲリラ紀行 2（3月19日、キチックス）
- 巨乳×緊縛 コスプレイヤー♥小西みか（3月25日、宇宙企画）
- BOIN ADDICT（3月25日、デジタルアーク）
- どエロ超ミニスカ女￥街角援●交際 4（4月8日、S級素人）
- 一般男女モニタリングAV ぽっちゃり爆乳の女子大生がバイト中に勤務先のおじさん店長と個室で2人っきりの密着過激オイルエステ体験! ハレンチ水着からはみ出る肉体をまさぐった中年チ○ポは年甲斐もなくフル勃起! ねちっこいオヤジマッサージでジワッと濡れだしちゃう敏感オマ○コ! 仕事中にも関わらず興奮した2人は年の差セックスしてしまうのか!?（4月21日、ディープス）
- 新穴場スポット発見!!西●宿発!!企業戦士の憩いの場!! 巨乳限定非ヌキ系超密着洗体エステがオープン!!えっちな事をきたいしながら行ってみたらなんとまさかの姉に遭遇!!普段意識してなかった巨乳な姉の露出が多いきわどい制服で接客された僕は思わずフル勃起!!（4月22日、SCOOP）
- 卑猥な匂い漂う肉感爆乳お姉さんのグイ込みビキニ（4月25日、AVS Collector's）
- 普段やってる本気の指オナニー 5（5月2日、OFFICE K'S）
- TEEN's ガチ! NAMPA!! 【横浜】の10代少女（5月7日、桃太郎映像出版）
- 可愛い顔してチ○ポ大好き! 爆乳J-cupむちむち豊満ボディの肉感汗だくSEX（5月13日、REAL）
- 暴発寸前! 卑猥なパイパン爆乳で男を責めるメガネお姉さんの寸止め焦らしテクニック（5月13日、AVS Collector's）
- 初めてのM男いじめで楽しくなっちゃった素人娘たち（5月20日、虎堂）
- 何も言わずに突然発射!! 素人びっくり暴発手コキ 4（5月20日、虎堂）
- 素人娘のフェラチオが上手すぎて凄い! Vol.2（5月20日、綺面組）
- ムチムチパイパンボインボイン♥ Jカップ 小西みか 20歳（6月12日、ケートライブ）
- 肉弾ダンス 2 ぽちゃぽちゃムチムチ ぶるぶるの肉感美女13名（6月17日、まぐろ物産）
- 競泳水着スポーツマッサージ 2（6月19日、マッサGoGo!!）
- ROCKET8周年記念作品マイクロビキニでドキッ!巨乳20人!水泳大会2016 (8月6日、ROCKET)  ※ Blu-ray 同時発売 (5000枚限定)
- 巨乳JKスクールエッチ (8月19日、OPPAI)
- 「ナマではいっちゃった!」爆乳デリ嬢のオイル素股でチ○ポをマ○コに擦り付けてたら思わずフル勃起からのナマ挿入! (9月1日、グローリークエスト)  ※ 「AV OPEN 2016」企画部門 エントリー作品
- 媚薬天国～エロス覚醒イグイグ発狂痙攣大乱交～ (9月1日、ダスッ!)  ※「AV OPEN 2016」ドラマ・ドキュメンタリー部門 エントリー作品
- 爆乳すぎるJカップ美人社長小西みか 寝取られてパイパンま○こに中出し (9月19日、ミセスの素顔/エマニエル)
- 爆乳家政婦がドスケベ父子の策略にハメられて肉体謝罪 (9月23日、クリスタル映像/GESU)
- チ○ポ欲しさに昼職抜け出してザーメンもヨダレもマン汁も飲み干しに来たJカップカフェ店員 (9月30日、ドリームチケット)
- 爆乳パイパン変態娘 やりたい放題ドキュメント 小西みか 20歳 Jカップ（105cm） ヒップ95cm (10月23日、マザー)
- Wボイン密着ハーレム挟み撃ち乳サンド (11月19日、OPPAI)
- 爆乳パイパンママ 変態赤ちゃんプレイ願望 (11月20日、マザー)
- 快感オイルプレイと生中出しを許してくれる密着爆乳デリヘル嬢 (12月1日、Fitch)
- 思わず●RECしたくなる着衣爆乳＜神＞祭り2016 (12月8日、unfinished)

### イメージDVD
- ぽっちゃりパラダイス（2016年2月23日、INTEC Inc）
- Pure milk（2016年5月23日、INTEC Inc）※「安西みき」名義

## テレビ出演
- ダラケ! シーズン7 第6回「超巨乳ダラケ」（2016年5月19日、BSスカパー!）